# Bursaria spinosa
Bursaria spinosa es un árbol pequeño o  arbusto grande en la familia Pittosporaceae. La especie crece en todos los estados de  Australia excepto Australia Occidental y el  Territorio del Norte. Nombres comunes incluyen endrino australiano (Australian blackthorn), boj australiano (native box), olivo australiano (native olive), etc. 